# Powódź nad Missisipi (1927)
Powódź nad Missisipi – najbardziej niszczycielska powódź w historii Stanów Zjednoczonych, miała miejsce w 1927 roku.

## Wydarzenia
Powódź rozpoczęła się, gdy wystąpiły ulewne deszcze nad centralną częścią Missisipi w lecie 1926. Do września w dopływach Missisipi w stanach Kansas i Iowa zanotowano o wiele wyższy poziom wody.
Wały przeciwpowodziowe położone wzdłuż Missisipi pękły w 145 miejscach, woda zalała obszar o powierzchni 70.000 km². Obszar został zalany w niektórych miejscach do głębokości 10 m. Straty wywołane przez powódź zostały wycenione na ponad 400 mln USD. Łącznie zginęło 246 osób w siedmiu stanach.
Powódź dotknęła następujące stany: Arkansas, Illinois, Kentucky, Luizjana, Missisipi, Missouri, Tennessee, Teksas, Oklahoma i Kansas. Najbardziej ucierpiał stan Arkansas, gdzie zalane zostało 14% obszaru. W maju 1927 rzeka Missisipi w okolicach Memphis osiągnęła szerokość 97 km.

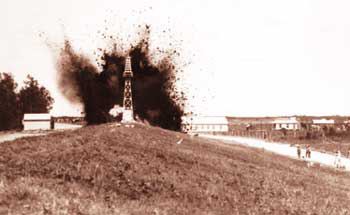
Wysadzanie wału w okolicach Caernarvon

W ramach ochrony Nowego Orleanu przed powodzią użyto 30 ton dynamitu w celu  wysadzenia części walu w okolicach Caernarvon. Skutkiem tego Nowy Orlean doświadczył tylko niewielkich szkód, natomiast parafia St. Bernard Parish oraz inne przylegające do niej tereny na wschodnim brzegu zostały zalane. 
W sierpniu 1927 poziom wody zaczął opadać. Podczas katastrofy 700 tys. ludzi zostało wysiedlonych, w tym 330 tys. Afroamerykanów, którzy trafili do 154 obozów pomocy.  Ponad 13 tys. osób zostało ewakuowanych w rejonie Greenville, zabierane były osoby z obszarów gospodarczych i zostały ewakuowane ma grzbiet powyżej poziomu wody, jednak przez kilka dni nie było tam dostępu do jedzenia i czystej wody, łodzie były używane do ewakuowania białych kobiet i dzieci. Wielu Murzynów zostało zatrzymanych i zmuszonych do pracy podczas powodzi.

## Skutki
Po wielkiej powodzi zaczęła się budowa najdłuższego na świecie systemu zapór przed powodziami, prace były prowadzone przez Korpus Inżynieryjny Armii Stanów Zjednoczonych.  
Po powodzi wiele tysięcy Afroamerykanów migrowało do miast położonych na północy, zwłaszcza do Chicago. 
Powódź w znaczący sposób wpisała się w kulturę. Wielu bluesowych muzyków pisało piosenki o tamtej katastrofie, m.in.: Charley Patton, Bessie Smith i Barbecue Bob. Kansas Joe McCoy i Memphis Minnie napisali piosenkę pt. When the Levee Breaks, która odnosiła się do tamtych wydarzeń, następnie została spopularyzowana przez grupę Led Zeppelin. William Faulkner odniósł się do wydarzeń w krótkiej powieści pt. Old Man (w książce If I Forget Thee Jerusalem), która opowiada o więzieniu Parchman Penitentiary podczas powodzi. Amerykański kompozytor i wokalista Randy Newman napisał piosenkę Louisiana 1927, która wspomina tamte wydarzenia.